# Lynteria maculata
Lynteria maculata là một loài tò vò trong họ Ichneumonidae.